# Müllheim (Alemanha)
Müllheim  é uma cidade da Alemanha, no distrito da Brisgóvia-Alta Floresta Negra, na região administrativa de Friburgo, estado de Baden-Württemberg.

## Historia
A 27 de outubro de 758, Strachfried deu como um presente ao mosteiro de St. Gallen as suas propriedades em Müllheim, inclusive os vinhedos. Esta ação está nos arquivos de St. Gallen e é onde hoje se pode achar a primeira referência escrita para a "vila Mulinhaimo", que é a cidade atual de Müllheim. A arqueolgia mostra porém que Müllheim estava habitada antes disto. Durante a renovação da Igreja de Martinhoem 1980 e 1981 os trabalhadores encontraram uma porção de uma vila romana. Assume-se que seja o centro de vastas possessões romanas na região.

## População
Habitantes: 17 630 (fevereiro de 2002) distribuídos da seguinte forma:
- 12 030 em Müllheim Central;
- 1 351 em Hügelheim;
- 1 235 em Niederweiler;
- 991 em Britzingen;
- 812 em Vögisheim;
- 636 em Feldberg;
- 362 em Dattingen;
- 215 em Zunzingen.

## Geografia
Müllheim fica situada no centro da Markgräflerland, entre o "triângulo de Banho" de Badenweiler, Bad Krozingen e Bad Bellingen. A cidade situa-se entre o vale do Reno e a Floresta Negra com colinas dedicadas em grande parte a vinhedos. Müllheim é limitada por Auggen (a sul), Vögisheim (a sudeste) e Hügelheim (a norte). A artéria principal é a estrada federal 3 (Bundesstraße 3) que corre no sentido norte-sul ao longo do lado ocidental de Müllheim. Fica entre Friburgo na Brisgóvia no norte e Basileia, na Suíça para o sul.

## Economia
Os postos de trabalho são aproximadamente 8 000, dos quais 3 000 no setor industrial, principalmente na indústria do vidro e do metal.
Viagens diárias:
- Entradas: aproximadamente 4 000;
- Saídas: aproximadamente 3 000.

## Educação

### Escolas em geral
- Michael-Friedrich-Wild-Grundschule
- Rosenburg Grundschule
- Grundschule Britzingen
- Adolf-Blankenhorn-Hauptschule
- Albert-Julius-Sievert-Förder- u. Sprachheilschule Heilpädagogisches Förderzentrum
- Alemannen-Realschule
- Markgräfler Gymnasium
- Freie Waldorfschule

### Faculdades
- Georg-Kerschensteiner-Schule Gewerbliche Schulen
- Escolas de Economia Doméstica e de Agricultura
- Escolas comerciais

### Outras escolas
- Fórum Jugend-Beruf
- Grundschulförderklasse
- Sprachheilkindergarten

### Transporte
Müllheim tem sua própria estação de comboios (trem, em português brasileiro) na linha de Friburgo na Brisgóvia—Basileia, servida pela Deutsche Bahn.